# Lucas Alcaraz
Pour les articles homonymes, voir Alcaraz (homonymie).
Luis Lucas Alcaraz González, plus connu comme Lucas Alcaraz, né le 21 juin 1966 à Grenade, est un entraîneur espagnol.
Il possède un diplôme de documentaliste de l'université de Grenade. Il est aussi professeur de tactique et stratégie à l'École nationale espagnole d'entraîneurs.

## Biographie

### Famille
Lucas Alcaraz est le fils de Felipe Alcaraz, ex-député du parti d'extrême gauche Izquierda Unida et président exécutif du Parti communiste d'Espagne. 
Le grand-père maternel de Lucas Alcaraz, José Manuel González, était un ancien joueur de Grenade, Málaga et du Real Madrid, dans les années 1940 et 1950. Son oncle, José Manuel González, a joué avec Grenade et le Real Saragosse dans les années 1960 et 1970.

### Carrière
Lucas Alcaraz commence à jouer au football avec les équipes de jeunes du Real Jaén. Il joue ensuite avec le Grenade CF tout en suivant des cours pour devenir entraîneur. Il cesse de jouer en 1994 afin de se consacrer entièrement à sa carrière d'entraîneur.
En 2000, Alcaraz prend les rênes du Recreativo de Huelva et parvient à mener le club jusqu'en première division en 2002.
En 2006, il fait monter le Real Murcie en première division.
En décembre 2012, il est recruté par l'Aris Salonique. Il quitte le club le 29 janvier 2013 afin de rejoindre le Grenade CF qu'il parvient à sauver de la relégation en D2. Lors de la saison 2013-2014, Grenade parvient encore une fois à se maintenir en D1. Alcaraz quitte le club à la fin de la saison où il est remplacé par Joaquín Caparrós.
Le 21 octobre 2014, il est recruté par Levante UD à la suite du limogeage de José Luis Mendilibar. Il est démis de ses fonctions en octobre 2015.
Le 15 octobre 2016, il débute sa troisième étape sur le banc de Grenade CF (lanterne rouge du classement) par une défaite 7 à 1 face à l'Atlético de Madrid. Le 18 février 2017, lors d'un match face au Betis, il devient le premier entraîneur du championnat espagnol qui aligne onze joueurs de onze nationalités différentes. Il quitte son poste le 10 avril 2017 et est remplacé par Tony Adams.
Le 13 avril 2017, il devient sélectionneur de la sélection algérienne, et succède ainsi au Belge Georges Leekens qui avait démissionné juste après l’élimination de l'Algérie au premier tour de la Coupe d'Afrique des nations au Gabon.
Le 11 octobre 2017, après l'échec de l'Algérie à se qualifier à la Coupe du monde 2018, il est limogé. Rabah Madjer lui succède.
En novembre 2017, il devient entraîneur de l'UD Almería.  Alors qu'il n'a réussi à gagner que 6 de ses 21 matches dirigés, il démissionne de son poste d'entraîneur le 24 avril 2018.